# Дорбод-Монгольський автономний повіт
46°51′45″ пн. ш. 124°26′19″ сх. д. / 46.86246° пн. ш. 124.43863° сх. д.
Дорбод-Монгольський автономний повіт (кит. 杜尔伯特蒙古族自治县, пін. Dù'ĕrbótè Mĕnggŭzú Zìzhìxiàn) — один із повітів КНР у складі префектури Дацін, провінція Хейлунцзян. Адміністративний центр — містечко Дорбод.

## Географія
Дорбод-Монгольський автономний повіт лежить на заході префектури на схід від річки Нуньцзян.

### Клімат
Повіт знаходиться у зоні, котра характеризується вологим континентальним кліматом. Найтепліший місяць — липень із середньою температурою 23,6 °C. Найхолодніший місяць — січень, із середньою температурою -18 °С.
| Клімат повіту Дорбод-Монгол | Клімат повіту Дорбод-Монгол | Клімат повіту Дорбод-Монгол | Клімат повіту Дорбод-Монгол | Клімат повіту Дорбод-Монгол | Клімат повіту Дорбод-Монгол | Клімат повіту Дорбод-Монгол | Клімат повіту Дорбод-Монгол | Клімат повіту Дорбод-Монгол | Клімат повіту Дорбод-Монгол | Клімат повіту Дорбод-Монгол | Клімат повіту Дорбод-Монгол | Клімат повіту Дорбод-Монгол | Клімат повіту Дорбод-Монгол |
| Показник                    | Січ.                        | Лют.                        | Бер.                        | Квіт.                       | Трав.                       | Черв.                       | Лип.                        | Серп.                       | Вер.                        | Жовт.                       | Лист.                       | Груд.                       | Рік                         |
| Середній максимум, °C       | −12,6                       | −6,7                        | 2,2                         | 13,1                        | 21,2                        | 26,7                        | 28,2                        | 26,7                        | 20,7                        | 11,3                        | −1,3                        | −10,4                       | 9,9                         |
| Середня температура, °C     | −18                         | −12,9                       | −3,5                        | 7,1                         | 15,4                        | 21,4                        | 23,6                        | 22                          | 15,4                        | 6,1                         | −5,9                        | −15,1                       | 4,6                         |
| Середній мінімум, °C        | −22,4                       | −18,1                       | −8,9                        | 1,2                         | 9,5                         | 16,1                        | 19,3                        | 17,7                        | 10,5                        | 1,5                         | −9,8                        | −18,9                       | −0,2                        |
| Норма опадів, мм            | 1.3                         | 1.2                         | 5.8                         | 20.5                        | 28.5                        | 72                          | 135.8                       | 95.1                        | 37.4                        | 15.8                        | 3.4                         | 2.8                         | 419.6                       |
| Вологість повітря, %        | 69                          | 61                          | 50                          | 47                          | 48                          | 59                          | 72                          | 72                          | 63                          | 58                          | 61                          | 68                          | 60.7                        |
| --------------------------- | --------------------------- | --------------------------- | --------------------------- | --------------------------- | --------------------------- | --------------------------- | --------------------------- | --------------------------- | --------------------------- | --------------------------- | --------------------------- | --------------------------- | --------------------------- |
| Джерело: data.cma.cn        |                             |                             |                             |                             |                             |                             |                             |                             |                             |                             |                             |                             |                             |